# Stipettaio

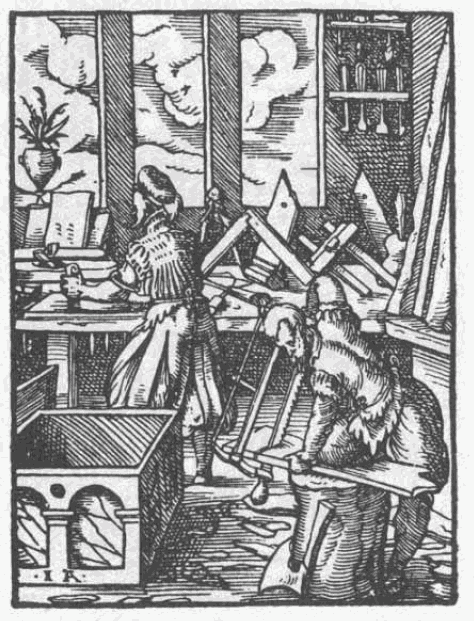
Un laboratorio di falegnameria in un'incisione del XVI secolo

Lo stipettaio è un mastro artigiano che produce manufatti in legno con intarsi, bassorilievi e combinazioni scultoree, con eventualmente altre lavorazioni artistico-artigianali. 
Alcuni lavori possono essere sportelli, cassettoni, nicchie, scatole, arredamenti edili, nautici e aeronautici. 
Lo stipettaio svolge un lavoro di falegname, con caratteristiche di carpentiere-ebanista e scultore-verniciatore.
Nicolò Tommaseo, riportando il Meini, lo compara col legnaiuolo e nota che lo stipettaio "fa stipi, forzieri e altri mobili di più costo", nonché "mense impiallacciate ed intarsiate"; tuttavia l'autore esprime aperta preferenza per il "rozzo legnajolo" e sulla differenza di effetti dei rispettivi prodotti osserva: "ivi mondezza senza ricercature; qui modi stomachevoli, sino al vaso per isciacquarsi la bocca, come tanti porci al trogolo, In presenza di tutti".
Lo Janni attribuisce allo stipettaio una sorta di specializzazione nella giunzione a mortasa e tenone delle tavole del fasciame delle imbarcazioni dell'età antica.